# Hypena josefinae
Hypena josefinae är en fjärilsart som beskrevs av Martin Lödl 1995. Hypena josefinae ingår i släktet Hypena och familjen nattflyn. Inga underarter finns listade i Catalogue of Life.